# Rizwan Manji
Rizwan Manji (nascido em 17 de outubro de 1974) é um ator canadense. Ele é mais conhecido por seus papéis de Ray Butani em Schitt's Creek, Tick Pickwick em The Magicians, Rajiv Gidwani na série de TV da NBC Universal Outsourced e Jamil, o zelador na série de televisão Peacemaker (2022-presente) e filme Shazam! Fury of the Gods (2022) ambas ambientadas no Universo Estendido DC.

## Biografia
Manji nasceu em Toronto, Ontário, Canadá ele tem pais indianos que emigraram da Tanzânia. Sua família é ismaelita-muçulmana de ascendência indiana Gujarati, e ele disse que sua religião é muito importante para ele. Quando Manji estava na primeira série, ele e sua família se mudaram para Calgary, Alberta, onde ele foi criado. Ele se formou na Crescent Heights High School.
Os pais de Manji queriam que ele fosse para a universidade para se formar, mas ele queria ser ator. Ele freqüentou a Universidade de Alberta, onde sua irmã Rishma estava matriculada.  A única aula que ele gostava era de drama. Em 1992, Manji se matriculou na American Musical and Dramatic Academy em Nova York.

## Carreira
Durante os primeiros anos da carreira de Manji, ele desempenhou pequenos papéis em vários filmes e programas de televisão, com papéis recorrentes em Privileged, Better Off Ted e 24.
De 2010 a 2011, Manji interpretou Rajiv Gidwani na comédia da NBC Outsourced. Ele inicialmente fez o teste para o papel de Gupta Parvesh Cheena conseguiu o papel, mas os produtores lançaram Manji como o intrigante assistente de gerente Rajiv.
Manji interpretou Ray Butani na comédia da CBC Schitt's Creek de 2015 a 2020, pela qual foi indicado ao Canadian Screen Award.
Ele também apareceu nas temporadas 2-5 de The Magicians, uma série de televisão de fantasia no SyFy.
Em 2019, ele estrelou a comédia da NBC Perfect Harmony como o reverendo Jax, um missionário que administra uma igreja. A série, estrelada por Bradley Whitford, foi cancelada após uma temporada.
Manji também apareceu em um comercial da GEICO como um cliente no corredor do caixa que ganha o "leilão" e em comerciais para Kmart, LendingTree,, National Car Rental e The UPS Store.
Manji co-apresenta um podcast intitulado "The Brighter Side of News" https://www.rukusavenueradio.com/host-the-brighter-side-of-news.
Recemente ele intrepretou o personagem Jamil, o zelador nas produções do Universo Estendido DC sendo elas na série de televisão Peacemaker (2022-presente) e no filme Shazam! Fury of the Gods (2022)

## Vida Pessoal
Manji vive em Studio City, Califórnia, com sua esposa e três filhos. Ele falou abertamente sobre questões enfrentadas por atores sul-asiáticos e muçulmanos em Hollywood.

## Filmografia

### Filmes
| Data | Filme                                                       | Papel                  | Notas                       |  |
| ---- | ----------------------------------------------------------- | ---------------------- | --------------------------- |  |
| 1997 | Sue Lost in Manhattan                                       | Proprietário do Banco  |                             |  |
| 1998 | Too Tired to Die                                            | Jovem Arab             |                             |  |
| 2001 | American Desi                                               | Salim Ali Khan         |                             |  |
| 2001 | Queenie in Love                                             | Ahmed                  |                             |  |
| 2002 | The Guru                                                    | Party Waiter           |                             |  |
| 2004 | Fillum Star: The Peter Patel Story                          | Peter Patel            |                             |  |
| 2007 | Transformers                                                | Akram                  |                             |  |
| 2007 | Charlie Wilson's War                                        | Coronel Mahmood        |                             |  |
| 2007 | God, Inc.                                                   | Publicitário muçulmano | Curta                       |  |
| 2009 | Karma Calling                                               | Nikhil Shah            |                             |  |
| 2010 | Morning Glory                                               | DayBreak Producer      |                             |  |
| 2012 | The Dictator                                                | Paciente com HIV       |                             |  |
| 2012 | The Citizen                                                 | Mo                     |                             |  |
| 2013 | The Wolf of Wall Street                                     | Kalil                  |                             |  |
| 2013 | Don Jon                                                     | Professor              |                             |  |
| 2013 | Decoding Annie Parker                                       | Assistente             |                             |  |
| 2014 | Dr. Cabbie                                                  | Vijay                  |                             |  |
| 2014 | That Thing with the Cat                                     | Manu                   |                             |  |
| 2014 | Alexander and the Terrible, Horrible, No Good, Very Bad Day | Mr. Cellars            |                             |  |
| 2015 | Equals                                                      | Gilead                 |                             |  |
| 2015 | Miss India America                                          | Balu Patel             |                             |  |
| 2016 | Paterson                                                    | Donny                  |                             |  |
| 2016 | The Tiger Hunter                                            | Babu Rahman            |                             |  |
| 2016 | Odd Squad: The Movie                                        | Weird Mitch            |                             |  |
| 2016 | The Bounce Back                                             | Daryl                  |                             |  |
| 2016 | Arranged                                                    | Raj                    | Curta                       |  |
| 2017 | Wild Honey                                                  | Writers' Group Leader  |                             |  |
| 2018 | The Man Who Killed Hitler and Then the Bigfoot              | Maple Leaf             |                             |  |
| 2020 | Midnight Curry                                              | Amman Khoja            |                             |  |
| 2022 | Wedding Season                                              |                        | Filmando                    |  |
| 2022 | Shazam! Fury of the Gods                                    | Jamil, o zelador       | Pós-produção, não creditado |  |

### Televisão
| Data          | Série                         | Papel            | Notas                  |  |
| ------------- | ----------------------------- | ---------------- | ---------------------- |  |
| 1998          | Money Kings                   | Club Patron      | Filme para TV          |  |
| 1999          | One Life to Live              | Dr. Patel        | Episódio: #1.7991      |  |
| 2005          | Law & Order: Criminal Intent  | Santanu Singh    | Episódio: Gone         |  |
| 2005          | NCIS                          | Dr. Pandy        | Episódio: SWAK         |  |
| 2005          | Damage Control                |                  | 2 episódios            |  |
| 2005          | Sleeper Cell                  | Car Salesman     | Episódio: Money        |  |
| 2005          | Late Night with Conan O'Brien | Papai Noel       | Episódio: #13.62       |  |
| 2006          | E-Ring                        | Oficial ISI      | Episódio: Five Pillars |  |
| 2022-presente | Peacemaker                    | Jamil, o zelador |                        |  |

### Video Games
| Data | Filme                                   | Papel |  |
| ---- | --------------------------------------- | ----- |  |
| 2007 | Age of Empires III: The Asian Dynasties | Akbar |  |